# South Somerset

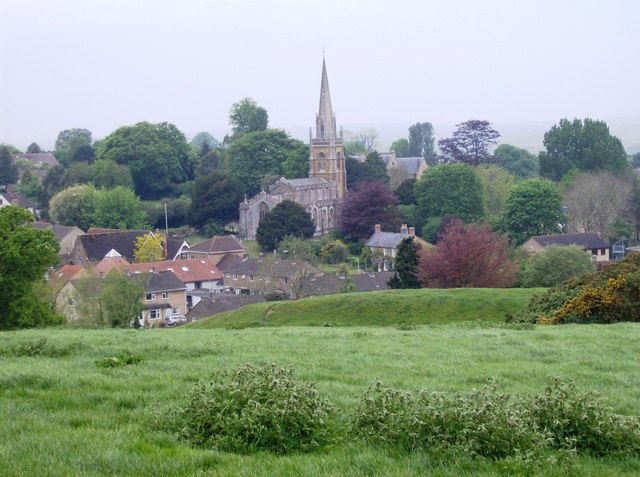
Kościół w Castle Cary

South Somerset – dawny dystrykt niemetropolitalny w Anglii w hrabstwie Somerset, położony w południowej części hrabstwa, ze stolicą w Yeovil. Zamieszkany był przez 156 000 mieszkańców.
Dystrykt został utworzony 1 kwietnia 1974, a zlikwidowany 1 kwietnia 2023; jego terytorium włączone zostało do nowo utworzonej jednostki typu unitary authority Somerset.

## Miasta
- Bruton
- Chard
- Crewkerne
- Ilminster
- Somerton
- South Petherton
- Wincanton
- Yeovil

## Inne miejscowości
Alford, Aller, Ansford, Ash, Ashill, Babcary, Barrington, Barton St David, Barwick, Beercrocombe, Blackford, Bratton Seymour, Brewham, Broadway, Brympton, Buckland St Mary, Castle Cary, Chaffcombe, Charlton Horethorne, Charlton Mackrell, Charlton Musgrove, Chillington, Chilthorne Domer, Chilton Cantelo, Chiselborough, Closworth, Combe St Nicholas, Compton Dundon, Compton Pauncefoot, Corton Denham, Cricket St Thomas, Cucklington, Cudworth, Curry Mallet, Curry Rivel, Dinnington, Donyatt, Dowlish Wake, Drayton (Curry Rivel), Drayton (South Petherton), East Coker, Fivehead, Hambridge and Westport, Hardington Mandeville, Haselbury Plucknett, Henstridge, High Ham, Hinton St George, Holton, Horsington, Horton, Huish Episcopi, Ilchester, Ilton, Isle Abbotts, Isle Brewers, Keinton Mandeville, Kingsbury Episcopi, Kingsdon, Kingstone, Kingweston, Knowle St Giles, Langport, Limington, Long Load, Long Sutton, Lopen, Lovington, Low Ham, Maperton, Marston Magna, Martock, Merriott, Milborne Port, Misterton, Montacute, Muchelney, Mudford, North Barrow, North Cadbury, North Cheriton, North Perrott, Norton Sub Hamdon, Odcombe, Penselwood, Pitcombe, Pitney, Preston Plucknett, Puckington, Queen Camel, Redlynch, Rimpton, Seavington St Mary, Seavington St Michael, Shepton Beauchamp, Shepton Montague, South Barrow, South Cadbury, Sparkford, Stocklinch, Stoke Sub Hamdon, Stoke Trister, Tatworth, Templecombe, The Chinnocks, Tintinhull, Wambrook, Wayford, West Camel, West Coker, Whitelackington, Whitestaunton, Winsham, Yarlington, Yeovil Without, Yeovilton.